# 金日哲
金 日哲（キム・イルチョル、朝鮮語: 김일철）は、朝鮮民主主義人民共和国の政治家。国家計画委員会委員長兼内閣副総理、朝鮮労働党中央委員会政治局委員候補などを歴任した。

## 経歴
出生地や生年月日は不明。国家計画委員会副委員長を経て、2019年12月28日に開催された朝鮮労働党中央委員会第7期第5回総会で党中央委員会政治局委員候補・党中央委員会委員に補選され、内閣副総理兼国家計画委員長に任命された。2020年6月に韓国の脱北者団体が北朝鮮向けビラを散布し、物議をかもした際には、散布を黙認した韓国当局を非難する談話を発表した。
2021年1月5日から開催された朝鮮労働党第8次大会で大会執行部に選ばれたが、党中央委員会政治局委員候補、党中央委員から脱落。1月17日に開催された最高人民会議第14期第4回会議で内閣副総理、国家計画委員長を解任された。

## 参考サイト
- 북한정보포털

| 先代盧斗哲 | 国家計画委員会委員長2019年 - 2021年 | 次代朴正根 |